# 霍普奇齊亞
49°31′47″N 29°16′34″E / 49.52972°N 29.27611°E
霍普奇齊亞（烏克蘭語：Гопчиця）是烏克蘭的村落，位於該國西南部文尼察州，由文尼察區負責管轄，處於薩梅齊河畔，面積0.29平方公里，海拔高度215米，2001年人口1,484。